# Vacation (G.R.L.歌曲)
《Vacation》是由美国－英国－加拿大女子组合G.R.L.录制的首张单曲。该曲由邦尼·麦基、卡什·塞巴斯汀·戈特瓦尔德、马克斯·马丁和Henry Walter编写，由其后三者制作。《Vacation》是一首态度积极乐观的分手歌曲。 
在2010年解散小野猫之后，Robin Antin建议该组合与新成员一起“改组”。经过对组合成员人选的反复更换，安亭（Antin）与经理拉里·鲁道夫（Larry Rudolph）推出了G.R.L.，成员为：Lauren Bennett，Paula Van Oppen，Natasha Slayton，Simone Battle和Emmalyn Estrada。Bennett是组合的第一位成员，其余成员在接下来的一年半之内陆续加入。该组合于4月在Chateau Marmont正式出道。6月16日，《Vacation》暂时作为《蓝精灵2》中布兰妮·斯皮尔斯歌曲《Ooh La La》的B面免费赠曲捆绑发售。 该曲于2013年6月18日可供数字下载，并于2013年9月3日提交给主流电台。

## 反响
《告示牌》杂志的Jason Lipshutz描述该曲“热情奔放”。在评价电影《蓝精灵2》的配乐时，XINMSN娱乐公司的Sherman Yang以“有趣而又挑逗”的评价对这首歌表示了肯定。他还称赞了歌曲的多人声演唱，写道：“我们迫不及待地想听一听这些女孩们在首专过后的未来之路上将会如何大显身手。”Popdust的Jacques Peterson称布兰妮的《喔啦啦》“平淡无奇”。尼爾森銷量統計系統的数据显示，截至7月份，该曲在美国已售出2000张。在《喔啦啦》发行后，《Vacation》在韩国Gaon国际排行榜上首次排名第97。

## 音乐视频
《Vacation》的MV由漢娜·勒克斯·戴維斯执导。前辣妹组合成员媚儿碧在视频结尾出镜。 

## 制作人员
人员
- 词曲：卢克博士、马克斯·马丁、邦尼·麦基、Henry Walter
- 制作、器乐、编曲：卢克博士, 马克斯·马丁, Cirkut
- 工程：Clint Gibbs、Sam Holland、Cory Bice（助理）、Rachael Findlen（助理）
- 混音：Serban Ghenea

制作人员来自Kemosabe Kids / RCA Records，改组自《Ooh La La》。

## 排行榜
| 排行榜（2013） | 最高排名 |
| -------------- | -------- |
| 韩国（GIC）    | 97       |

## 电台播放与发行情况
| 国家 | 日期          | 格式         | 厂牌                            |
| ---- | ------------- | ------------ | ------------------------------- |
| 美国 | 2013年6月18日 | 数字下载     | Kemosabe Kids （ 英语 ： Kemosabe Records） RCA |
| 美国 | 2013年9月3日  | 当代流行电台 | Kemosabe Kids （ 英语 ： Kemosabe Records） RCA |